# Unionville, Iowa
Unionville är en ort i Appanoose County i delstaten Iowa, USA.